# Famille de Chestret
La famille de Chestret, originaire du Hainaut, s'établit à Liège vers la fin du XVIe siècle. Nicolas, né en 1540, le premier qui fixa son séjour à Liège, est qualifié d'échevin de la ville de Gosselies. De père en fils, ses descendants s'adonnèrent à l'étude du droit et s'occupèrent de plus en plus activement des affaires publiques.

## Généalogie
- Jean de Chestret (1583 - ?), avocat et greffier de la Souveraine Justice de Liège
  - Nicolas de Chestret, avocat et greffier de la Souveraine Justice de Liège
    - Jean-Rémy de Chestret, bourgmestre de Liège en 1720, 1745, 1747 et 1752
      - Jean-Louis de Chestret, secrétaire du conseil privé, bourgmestre de Liège en 1751
        - Jean-Nicolas, secrétaire du conseil privé
        - Maximilien, résident du prince de Liège à Paris

      - Pierre-Remy, avocat, greffier de la justice souveraine de Liège
        - Jean-Remy de Chestret (1739 - 1809), bourgmestre en 1784 et 1789

## Autres personnalités
- Léonie Marie Laurence de Chestret de Haneffe, fille du baron Hyacinthe de Chestret de Haneffe (1797-1881)